# Tailevu Naitasiri FC
Tailevu Naitasiri FC is een Fijische voetbalclub uit Nausori.
De club werd opgericht op 1941. De club speelt anno 2023 in de National Football League.